# مقار أسقف إدقاو
مقار أسقف إدقاو أو مقاريوس أسقف إدكو، هو قديس مسيحي مصري في الكنيسة القبطية الأرثوذكسية، عاش في القرن الرابع الميلادي، وهو أحد الثلاث قيديسين الذين يُطلق عليهم الثلاث مقارات.
حسب السنكسار القبطي، قد نُفي مع البابا ديوسقورس الأول عقب مجمع خلقيدونية، حيث رفض قرارات المجمع مع البابا،  لذا قام البابا بتهريبه سرًا من منفاه إلى الإسكندرية، ليُسهم في تثبيت المؤمنين الأقباط الأرثوذكس. وعند وصوله إلى الإسكندرية، صادف وجود رسول الملك مركيان الذي كان يحمل طومس لاون، ويحاول إقناع الآباء بقبوله والتوقيع عليه. وعندما طلب من القديس مقار التوقيع رفض بشدة، وبدأ يحثّ الآخرين على التمسك بإيمان من سبقه. ونتيجة للك، ركل رسول الملك الأسقف الشيخ؛ فسقط ميتاً في الحال نظراً لكبر سنه وضعف جسده.
حالياً تُعرض رفاته في دير الأنبا مقار بوادي النطرون بمحافظة البحيرة المصرية، وقد نقلت إليه بطريقة غير معلومة.